# 卡伦扎诺
卡伦扎诺（義大利語：Calenzano），是意大利佛罗伦斯省的一个市镇。总面积76.87平方公里，人口16304人，人口密度212.1人/平方公里（2009年）。ISTAT代码为048005。